# Patrick Burner
Patrick Julien Burner (Fort-de-France, 11 april 1996) is een Martinikaans-Frans voetballer die doorgaans speelt als rechtsback. In februari 2025 tekende hij voor North Carolina. Burner maakte in 2021 zijn debuut in het Martinikaans voetbalelftal.

## Clubcarrière
Burner speelde in de jeugdopleiding van OGC Nice en maakte bij die club ook zijn professionele debuut. Hij mocht op 8 december 2016 voor het eerst meespelen in de UEFA Europa League. Coach Lucien Favre liet hem op die dag in de basis starten tegen FK Krasnodar. De Russen kwamen via een goal van Fjodor Smolov op voorsprong, maar door treffers van Alexy Bosetti en Maxime Le Marchand won Nice het duel met 2–1. Zijn eerste professionele doelpunt maakte Burner op 24 september 2019, op bezoek bij AS Monaco. Die club kwam door een goal van Aleksandr Golovin op voorsprong, waarna Burner gelijkmaakte. Door nog een treffer van Golovin en eentje van Wissam Ben Yedder won Monaco met 3–1.
In september 2020 maakte Burner voor een bedrag van circa anderhalf miljoen euro de overstap naar Nîmes Olympique, waar hij zijn handtekening zette onder een verbintenis voor de duur van vier seizoenen. Na het aflopen van zijn contract zat Burner een half jaar zonder club, voor hij bij North Carolina tekende.

## Clubstatistieken
| Seizoen | Club            | Competitie       | Competitie | Competitie | Beker | Beker | Internationaal | Internationaal | Totaal | Totaal |
| Seizoen | Club            | Competitie       | Wed.       | Dlp.       | Wed.  | Dlp.  | Wed.           | Dlp.           | Wed.   | Dlp.   |
| ------- | --------------- | ---------------- | ---------- | ---------- | ----- | ----- | -------------- | -------------- | ------ | ------ |
| 2016/17 | OGC Nice        | Ligue 1          | 4          | 0          | 2     | 0     | 1              | 0              | 7      | 0      |
| 2017/18 | OGC Nice        | Ligue 1          | 13         | 0          | 3     | 0     | 6              | 0              | 22     | 0      |
| 2018/19 | OGC Nice        | Ligue 1          | 17         | 0          | 3     | 0     | —              | —              | 20     | 0      |
| 2019/20 | OGC Nice        | Ligue 1          | 20         | 1          | 2     | 0     | —              | —              | 22     | 1      |
| 2020/21 | OGC Nice        | Ligue 1          | 1          | 0          | 0     | 0     | 0              | 0              | 1      | 0      |
| 2020/21 | Nîmes Olympique | Ligue 1          | 22         | 0          | 1     | 0     | —              | —              | 23     | 0      |
| 2021/22 | Nîmes Olympique | Ligue 2          | 30         | 0          | 3     | 0     | —              | —              | 33     | 0      |
| 2022/23 | Nîmes Olympique | Ligue 2          | 33         | 0          | 2     | 0     | —              | —              | 35     | 0      |
| 2023/24 | Nîmes Olympique | National         | 22         | 2          | 2     | 0     | —              | —              | 24     | 2      |
| 2025    | North Carolina  | USL Championship | 0          | 0          | 0     | 0     | —              | —              | 0      | 0      |
| Totaal  | Totaal          | Totaal           | 162        | 3          | 18    | 0     | 7              | 0              | 187    | 3      |

Bijgewerkt op 12 februari 2025.

## Interlandcarrière
In juli 2021 werd Burner door bondscoach Mario Bocaly opgenomen in de selectie van het Martinikaans voetbalelftal voor de Gold Cup. Op dat toernooi maakte hij tijdens de eerste groepswedstrijd zijn internationale debuut, op 11 juli tegen Canada. Emmanuel Rivière opende de score namens Martinique, maar door treffers van Cyle Larin, Jonathan Osario, Stephen Eustáquio en Theo Corbeanu won Canada met 4–1. Burner mocht in de basis beginnen en speelde de gehele wedstrijd mee. Martinique werd na verdere nederlagen tegen de Verenigde Staten en Haïti uitgeschakeld in de groepsfase. Burner speelde in alle drie de wedstrijden mee.
| Interlands van Patrick Burner voor Martinique | Interlands van Patrick Burner voor Martinique | Interlands van Patrick Burner voor Martinique | Interlands van Patrick Burner voor Martinique | Interlands van Patrick Burner voor Martinique | Interlands van Patrick Burner voor Martinique |
| №                                             | Datum                                         | Wedstrijd                                     | Uitslag                                       | Competitie                                    | Goals                                         |
| Als speler bij Nîmes Olympique                | Als speler bij Nîmes Olympique                | Als speler bij Nîmes Olympique                | Als speler bij Nîmes Olympique                | Als speler bij Nîmes Olympique                | Als speler bij Nîmes Olympique                |
| --------------------------------------------- | --------------------------------------------- | --------------------------------------------- | --------------------------------------------- | --------------------------------------------- | --------------------------------------------- |
| 1                                             | 11 juli 2021                                  | Canada – Martinique                           | 4 – 1                                         | Gold Cup 2021                                 |                                               |
| 2                                             | 15 juli 2021                                  | Verenigde Staten – Martinique                 | 6 – 1                                         | Gold Cup 2021                                 |                                               |
| 3                                             | 18 juli 2021                                  | Martinique – Haïti                            | 1 – 2                                         | Gold Cup 2021                                 |                                               |
| 4                                             | 26 maart 2022                                 | Martinique – Guatemala                        | 4 – 3                                         | Vriendschappelijk                             |                                               |
| 5                                             | 25 maart 2023                                 | Martinique – Costa Rica                       | 1 – 2                                         | Nations League 2022/23                        |                                               |
| 6                                             | 10 juni 2023                                  | Martinique – Guyana                           | 2 – 0                                         | Vriendschappelijk                             |                                               |
| 7                                             | 16 juni 2023                                  | Martinique – Saint Lucia                      | 3 – 1                                         | Gold Cup 2023 kwalificatie                    | 85'                                           |
| 8                                             | 20 juni 2023                                  | Martinique – Puerto Rico                      | 2 – 0                                         | Gold Cup 2023 kwalificatie                    |                                               |
| 9                                             | 26 juni 2023                                  | El Salvador – Martinique                      | 1 – 2                                         | Gold Cup 2023                                 | 11'                                           |
| 10                                            | 30 juni 2023                                  | Martinique – Panama                           | 1 – 2                                         | Gold Cup 2023                                 |                                               |
| 11                                            | 4 juli 2023                                   | Costa Rica – Martinique                       | 6 – 4                                         | Gold Cup 2023                                 | 18', 78'                                      |
| 12                                            | 5 september 2024                              | Guatemala – Martinique                        | 3 – 1                                         | Nations League 2024/25                        |                                               |
| 13                                            | 9 september 2024                              | Martinique – Guatemala                        | 2 – 2                                         | Nations League 2024/25                        |                                               |
| 14                                            | 11 oktober 2024                               | Guadeloupe – Martinique                       | 0 – 1                                         | Nations League 2024/25                        |                                               |
| 15                                            | 15 oktober 2024                               | Martinique – Guadeloupe                       | 0 – 0                                         | Nations League 2024/25                        |                                               |

Bijgewerkt op 12 februari 2025.